# Трьохізб-Шемурша
Трьохі́зб-Шемурша́ (рос. Трёхизб-Шемурша, чув. Виçпӳрт Шăмăршă) — село (в минулому присілок) у складі Шемуршинського району Чувашії, Росія. Входить до складу Малобуяновського сільського поселення.
Населення — 463 особи (2010; 522 у 2002).
Національний склад:
- чуваші — 99 %